# Tamayura
Tamayura (たまゆら?) è una serie di quattro original anime video prodotta da Hal Film Maker e diretta da Jun'ichi Satō. Gli episodi sono stati pubblicati su due Blu-ray Disc e DVD fra novembre e dicembre 2010. Una serie televisiva anime di dodici episodi, intitolata Tamayura: Hitotose, è stata trasmessa in Giappone fra il  ottobre ed il 19 dicembre 2011. Un adattamento manga della serie illustrato da Momo began è stato serializzato da Mag Garden nell'ottobre 2010.

## Trama
Tamayura ruota intorno ad una ragazza di nome Fu Sawatari che si trasferisce a Takehara, Hiroshima per iniziare il suo primo anno di scuola. Il suo defunto padre era originario di Takehara, ma per lei è la prima volta in città dopo cinque anni. Fu adora la fotografia, una passione che ha ereditato dal padre, insieme alla sua fotocamera, una vecchia Rollei 35S. Ragazza piuttosto timida, Fu fa del suo meglio per farsi degli amici, spronata dalla sua amica d'infanzia Kaoru Hanawa. Farà rapidamente amicizia con due altre ragazze, Maon Sakurada e Norie Okazaki.

## Personaggi
Fu Sawatari (沢渡 楓?, Sawatari Fū)
Doppiata da: Ayana Taketatsu
Una ragazza del liceo con un grande amore per la fotografia. Utilizza una macchina fotografica ereditata dal suo defunto padre, ed è particolarmente interessata a trovare soggetti che contengano sprazzi di luci a cui lei si riferisce con il termine 'Tamayura'. Fu è un po' goffa e spesso finisce per farsi male nel tentativo di trovare lo scatto perfetto. Ha anche l'abitudine di aggiungere na no de alle sue frasi. È soprannominata "Potte" (ぽって?) per via del rumore che fa quando cammina nervosamente.
Kaoru Hanawa (塙 かおる?, Hanawa Kaoru)
Doppiata da: Kana Asumi
Amica di infanzia di Fu con cui era abitautata a trascorrere il tempo quando Fu viveva a Takehara. Ha un auto-proclamato feticismo per gli odori, ed è interessata a qualsiasi tipo di odore.
Maon Sakurada (桜田 麻音?, Sakurada Maon)
Doppiata da: Yuko Gibu
Una ragazza piuttosto tranquilla che ama spesso a fischiare.
Norie Okazaki (岡崎 のりえ?, Okazaki Norie)
Doppiata da: Yuka Iguchi
Una ragazza eccitabile che infatuata del fratello minore di Fu, Kou.
Riho Shihomi (志保美 りほ?, Shihomi Riho)
Doppiata da: Erino Hazuki
Una fotografa professionista che si è interessata a Fu dopo che lei gli ha mandato alcune delle sue foto. Ha dato a Fu un biglietto del treno senza una meta, simbolo della direzione che si vuole prendere nella vita.
Sayomi Hanawa (塙 さよみ?, Hanawa Sayomi)
Doppiata da: Sayaka Ōhara
Sorella maggiore di Kaoru, e colei che ha dato a Fu il suo soprannome. Il suo hobby è quello di esplorare luoghi sconosciuti ed inesplorati, portando spesso con sé Fu e le sue amiche.
Kou Sawatari (沢渡 香?, Sawatari Kō)
Doppiata da: Kanako Miyamoto
Fratello minore di Fu, spesso scambiato per una ragazza. E colui che ha riacceso l'amore della fotografia in Fu, dopo la morte del padre.
Momoneko (ももねこ?)
Doppiata da: Yukari Fukui
Uno strano, morbido gattino di colore rosa, che Fu tenta spesso ma inutilmente di fotografare.
Madre di Fu (楓の母?, Fū no Haha)
Doppiata da: Megumi Ogata
Madre di Fu e Kou che ha deciso di trasferirsi a Takehara dopo che la figlia ha espresso il desiderio di tornare a vivere lì. Lavora nel bar di proprietà di sua madre.
Nonna di  (楓の祖母?, Fū no Sobo)
Doppiata da: Kanako Miyamoto
La nonna di Fu e Kou, che gestisce il bar dove vivono Fu e la sua famiglia.
Chihiro Mihoshi (三次 ちひろ?)
Doppiata da: Minako Kotobuki
Amica di Fu delle scuole medie, fino a quando si è trasferita a Takehara. È facile alle lacrime ed al pianto, ed ha la passione per i peluche. È colei che ha creato il porta-fotocamera a forma di gatto di Fu.
Photo studio Owner (写真館店主?, Shashinkan Tencho)
Doppiata da: Jōji Nakata
Proprietario di un laboratorio fotografico, abile con le fotocamere e nel flirtare con le clienti.
Chimo Yakusa (八色ちも?, Yakusa Chimo)
Doppiata da: Miyu Matsuki
Proprietaria del ristorante di okonomiyaki Hoboro, affettuosamente conosciuta come Hoboro-san. Ha una grande passione per gli okonomiyaki ed è un'amica di infanzia di Riho.
Komachi Shinoda (篠田 こまち?, Shinoda Komachi)
Doppiata da: Ryō Hirohashi
Compagna di classe di Kou, per il quale ha una cotta e rivale di Norie.

## Media

### Manga
Un adattamento manga illustrato da Momo è stato serializzato online da Mag Garden dall'8 ottobre 2010 all'11 marzo 2011.

### Anime
Tamayura è stato inizialmente prodotto come una serie OAV di quattro episodi da quindici minuti prodotta dalla Hal Film Maker e diretta da Jun'ichi Satō. Gli episodi sono stati pubblicati su due Blu-ray Disc (BD) e DVD il 26 novembre ed il 23 dicembre 2010. Gli episodi erano stati in precedenza trasmessi su AT-X fra il 6 settembre ed il 6 dicembre 2010. Una serie televisiva anime di dodici episodi basata sugli OVA ed intitolata Tamayura: Hitotose (たまゆら〜hitotose〜?) è stata trasmessa in Giappone fra il 3 ottobre ed il 19 dicembre 2011. La serie televisiva è stata prodotta dalla TYO Animations e diretta da Jun'ichi Satō. LA serie è stata poi pubblicata su sette BD/DVD fra il 21 dicembre 2011 ed il 27 giugno 2012. Il tredicesimo episodio di Tamayura: Hitotose, che si svolge fra il quinto ed il sesto episodio five and six, sarà pubblicato in forma di OVA sull'ultimo volume della serie.

#### OAV
| Nº | Giapponese 「Kanji」 - Rōmaji                                        | In onda          | In onda |
| Nº | Giapponese 「Kanji」 - Rōmaji                                        | Giapponese       |         |
| 1  | 「大好きがいっぱいの町、なので」 - Daisuki ga ippai no machi, nanode | 26 novembre 2010 |         |
| 2  | 「水色のちっさな切符、なので」 - Mizuiro no chissana kippu, nanode   | 26 novembre 2010 |         |
| 3  | 「みんなで歩けばハッピー、なので」 - Min'na de Arukeba Happī, nanode | 23 dicembre 2010 |         |
| 4  | 「それはあの日のこと、なので」 - Sore wa ano ni~tsu no koto, nanode  | 23 dicembre 2010 |         |

#### Serie televisiva
| Nº | Giapponese 「Kanji」 - Rōmaji                                                       | In onda          | In onda |
| Nº | Giapponese 「Kanji」 - Rōmaji                                                       | Giapponese       |         |
| 1  | 「わたしのはじまりの町、なので」 - Watashi no hajimari no machi, nanode             | 3 ottobre 2011   |         |
| 2  | 「やさしい香りに包まれた日、なので」 - Yasashii kaori ni kurumareta hi, nanode      | 10 ottobre 2011  |         |
| 3  | 「出現！たたかう女の子、なので」 - Shutsugen! Tatakau onnanoko, nanode              | 17 ottobre 2011  |         |
| 4  | 「潮待ち島に聞こえる音、なので」 - Shiomachijima ni kikoeru ota, nanode             | 24 ottobre 2011  |         |
| 5a | 「ちひろちゃんがきてくれたよ！」 - Chihiro-chan ga kitekureta yo!                   | 31 ottobre 2011  |         |
| 5b | 「それはいつかの日のこと、なので」 - Sore wa itsuka no hi no koto, nanode           | 7 novembre 2011  |         |
| 6  | 「そしてある日のこと、なので」 - Soshite aru hi no koto, nanode                     | 7 novembre 2011  |         |
| 7  | 「竹灯りの約束、なので」 - Take tomori no yakusoku, nanode                          | 14 novembre 2011 |         |
| 8  | 「かわらない人かわりゆく時、なので」 - Kawaranai hito kawari yuku-ji, nanode        | 21 novembre 2011 |         |
| 9a | 「ももねこさまの憂鬱、なので」 - Momoneko-sama no yūutsu, nanode.                   | 28 novembre 2011 |         |
| 9b | 「失恋カメラ、なので」 - Shitsunen Camera, nanode                                   | 28 novembre 2011 |         |
| 10 | 「明日のわたしはどんなわたし、なので」 - Ashita no watashi wa donna watashi, nanode | 5 dicembre 2011  |         |
| 11 | 「聖夜のものがたり♪ なので」 - Seiya no mono gatari, nanode                         | 12 dicembre 2011 |         |
| 12 | 「新しいひととせ、なので」 - Atarashii hitotose, nanode                             | 19 dicembre 2011 |         |

#### Colonna sonora
Sigle di apertura
- Yasashisa ni Tsutsumareta Nara (やさしさに包まれたなら) cantata da Maaya Sakamoto (OAV)
- Okaerinasai (おかえりなさい) cantata da Maaya Sakamoto (TV)

Sigle di chiusura
- Melody (メロディ) cantata da Megumi Nakajima (OAV)
- Kamisama no Itazura (神様のいたずら) cantata da Megumi Nakajima (TV, eps 1, 3-6, 8-10)
- Natsudori -Uta to Piano- (夏鳥-うたとぴあの-) cantata da Megumi Nakajima (TV, ep 2)
- Hoshizora (星空) cantata da Megumi Nakajima (TV, ep 7)
- Ashita no Hidamari (あしたの陽だまり) cantata da Ayana Taketatsu, Kana Asumi, Yuka Iguchi e Yūko Gibu (TV, ep 11)
- A HAPPY NEW YEAR cantata da Maaya Sakamoto (TV, ep 12)